# Dasychira leucomene
Dasychira leucomene är en fjärilsart som beskrevs av Collenette 1938. Dasychira leucomene ingår i släktet Dasychira och familjen tofsspinnare. Inga underarter finns listade i Catalogue of Life.